# Antonio Barreca
Antonio Barreca (Turín, provincia de Turín, 18 de marzo de 1995) es un futbolista italiano. Juega de defensa y su equipo es el Calcio Padova de la Serie B.

## Selección nacional
Ha sido internacional con la selección de fútbol de Italia en las categorías sub-18, sub-19, sub-20 y sub-21.

### Participaciones en Eurocopas
| Eurocopa                | Sede    | Resultado |
| ----------------------- | ------- | --------- |
| Eurocopa Sub-21 de 2017 | Polonia | Semifinal |

## Clubes
| Club                              | País       | Año       |
| --------------------------------- | ---------- | --------- |
| Torino F. C.                      | Italia     | 2014-2018 |
| A. S. Cittadella (préstamo)       | Italia     | 2014-2015 |
| Cagliari Calcio (préstamo)        | Italia     | 2015-2016 |
| A. S. Monaco                      | Francia    | 2018-2022 |
| Newcastle United F. C. (préstamo) | Inglaterra | 2019      |
| Genoa C. F. C. (préstamo)         | Italia     | 2019-2020 |
| ACF Fiorentina (préstamo)         | Italia     | 2020-2021 |
| U. S. Lecce (préstamo)            | Italia     | 2021-2022 |
| Cagliari Calcio                   | Italia     | 2022-2023 |
| U. C. Sampdoria                   | Italia     | 2023-2025 |
| F. C. Südtirol                    | Italia     | 2025      |
| Calcio Padova                     | Italia     | 2025-     |

## Palmarés

### Campeonatos nacionales
| Título  | Club            | País   | Año     |
| ------- | --------------- | ------ | ------- |
| Serie B | Cagliari Calcio | Italia | 2015-16 |
| Serie B | U. S. Lecce     | Italia | 2021-22 |